# Loïc Hervé
Cet article possède un paronyme, voir Hervé Lauwick.
Loïc Hervé, né le 8 juin 1980 à Vénissieux, est un homme politique français. Il est maire de Marnaz du 15 mars 2008 au 21 septembre 2017. Il est élu sénateur lors des élections sénatoriales de 2014 en Haute-Savoie, où il obtient 19,14 % des suffrages, et est réélu lors des élections sénatoriales de 2020 en Haute-Savoie avec 32,09 % des voix. Il est vice-président du Sénat depuis le 4 octobre 2023.

## Biographie

### Études et carrière professionnelle
Il est titulaire d'un DEA de droit public fondamental de l'université Pierre-Mendès-France - Grenoble et d'une maîtrise de droit international option droit européen de l'université de Fribourg-en-Brisgau (Allemagne).
Il est assistant parlementaire de Jean-Paul Amoudry, sénateur UDI-UC de la Haute-Savoie, de 2003 à 2005. Attaché territorial, il dirige les services de la commune d'Ambilly de 2005 à 2008.

### Carrière politique
Ancien adhérent de l'UDF, il est aujourd'hui membre de l'UDI et des Centristes. Lors des élections sénatoriales 2014, il obtient la succession de Jean-Paul Amoudry.
Il soutient Alain Juppé pour la primaire présidentielle des Républicains de 2016.
Il fait partie de la direction des Centristes à la suite de la fusion du Nouveau Centre et des « Bâtisseurs de l'UDI » en décembre 2016.

## Accusations contre la Suisse lors de la pandémie de Covid-19
Le 18 mars 2020, il interpelle le ministère des Affaires étrangères[Lequel ?] car il juge insuffisantes les mesures prises par la Suisse en matière de confinement face à la pandémie de Covid-19. Il accuse le pays de mettre en danger la santé des Français en ne prenant pas de mesures radicales. Le conseiller d'état genevois Antonio Hodgers lui répond dans une tribune publiée le 10 avril 2020 en l'invitant à reconnaître que le modèle helvétique est un autre modèle de gouvernance possible et que le modèle choisi par la Suisse est fondé sur l'adhésion de la population qui est un outil plus efficace que toutes les forces de police.

## Détail des mandats et fonctions
- Sénateur (28 septembre 2014-)
- Vice-président du Sénat (4 octobre 2023-)
- Conseiller municipal de Marnaz (2008-)

- Maire de Marnaz (2008-2017)

## Récompenses et distinctions
- Médaille de la Défense nationale, échelon bronze
- Médaille des services militaires volontaires, échelon bronze
- Médaille des réservistes volontaires de défense et de sécurité intérieure, échelons argent puis or
- Rameau doré de la République de Bulgarie
- Chevalier dans l’Ordre équestre du Saint-Sépulcre de Jérusalem